# Olympische Winterspiele 1968/Bob – Viererbob (Männer)
Der Viererbob der Männer bei den Olympischen Winterspielen 1968 in Grenoble bestand aus zwei Läufen, von denen einer am 16. und einer am 17. Februar 1968 ausgetragen wurden. Ursprünglich sollten am 14. und 15. Februar je zwei Läufe stattfinden, die aber aufgrund schlechten Wetter verschoben wurden. Austragungsort war die Bobbahn L’Alpe d’Huez. Am Start waren 76 Teilnehmer aus 11 Ländern. Olympiasieger wurden die Italiener Eugenio Monti, Luciano De Paolis, Roberto Zandonella und Mario Armano mit einer Gesamtzeit von 2:17,39 Minuten. Die Silbermedaille holten Erwin Thaler, Reinhold Durnthaler, Herbert Gruber und Josef Eder aus Österreich vor den Schweizern Jean Wicki, Hans Candrian, Willi Hofmann und Walter Graf, die die Bronzemedaille gewannen.

## Titelträger
| Olympiasieger | Victor Emery Peter Kirby Douglas Anakin John Emery ( Kanada)    | Innsbruck 1964  | 4:14,46 min |
| Weltmeister   | Victor Emery Gerald Presley Michael Young Peter Kirby ( Kanada) | St. Moritz 1965 | 5:17,78 min |

## Ergebnisse
| Rang | Athleten                                                                | Nation             | Lauf 1     | Lauf 1 | Lauf 2     | Lauf 2 | Gesamt     |
| Rang | Athleten                                                                | Nation             | Zeit (min) | Rang   | Zeit (min) | Rang   | Zeit (min) |
| ---- | ----------------------------------------------------------------------- | ------------------ | ---------- | ------ | ---------- | ------ | ---------- |
| 001  | Eugenio Monti Luciano De Paolis Roberto Zandonella Mario Armano         | Italien            | 1:09,84    | 1      | 1:07,55    | 3      | 2:17,39    |
| 002  | Erwin Thaler Reinhold Durnthaler Herbert Gruber Josef Eder              | Österreich         | 1:10,08    | 2      | 1:07,40    | 2      | 2:17,48    |
| 003  | Jean Wicki Hans Candrian Willi Hofmann Walter Graf                      | Schweiz            | 1:10,65    | 7      | 1:07,39    | 1      | 2:18,04    |
| 004  | Ion Panțuru Petre Hristovici Gheorghe Maftei Nicolae Neagoe             | Rumänien           | 1:10,59    | 6      | 1:07,55    | 3      | 2:18,14    |
| 005  | Horst Floth Willi Schäfer Frank Lange Pepi Bader                        | BR Deutschland     | 1:10,49    | 5      | 1:07,84    | 5      | 2:18,33    |
| 006  | Gianfranco Gaspari Giuseppe Rescigno Andrea Clemente Leonardo Cavallini | Italien            | 1:10,24    | 3      | 1:08,12    | 6      | 2:18,36    |
| 007  | Francis Luiggi André Patey Gérard Monrazel Maurice Grether              | Frankreich         | 1:10,65    | 7      | 1:08,19    | 7      | 2:18,84    |
| 008  | Anthony Nash Guy Renwick Robin Widdows Robin Dixon                      | Großbritannien     | 1:10,45    | 4      | 1:08,39    | 9      | 2:18,84    |
| 009  | Wolfgang Zimmerer Stefan Gaisreiter Hans Baumann Peter Utzschneider     | BR Deutschland     | 1:11,12    | 13     | 1:08,35    | 8      | 2:19,47    |
| 010  | Bob Said David Dunn Bob Crowley Phil Duprey                             | Vereinigte Staaten | 1:11,08    | 11     | 1:08,48    | 10     | 2:19,56    |
| 011  | Bertrand Croset Claude Roussel Louis Courtois Henri Sirvain             | Frankreich         | 1:11,11    | 12     | 1:08,61    | 11     | 2:19,72    |
| 012  | René Stadler Hansruedi Müller Robert Zimmermann Ernst Schmidt           | Schweiz            | 1:11,02    | 10     | 1:08,81    | 13     | 2:19,83    |
| 013  | Manfred Hofer Hans Ritzl Fritz Dinkhauser Karl Pichler                  | Österreich         | 1:10,90    | 9      | 1:09,12    | 15     | 2:20,02    |
| 014  | John Blockey John Brown Tim Thorn Mike Freeman                          | Großbritannien     | 1:11,52    | 15     | 1:08,67    | 12     | 2:20,19    |
| 015  | Bill Hickey Howard Clifton Mickey Luce Paul Savage                      | Vereinigte Staaten | 1:11,45    | 14     | 1:08,92    | 14     | 2:20,37    |
| 016  | Rolf Höglund Hans Hallén Sven Martinsson Börje Hedblom                  | Schweden           | 1:12,20    | 16     | 1:09,90    | 16     | 2:22,10    |
| 017  | Purvis McDougall Bob Storey Michael Young Andrew Faulds                 | Kanada             | 1:12,61    | 17     | 1:10,21    | 17     | 2:22,82    |
| 018  | Víctor Palomo Maximiliano Jones José Clot Eugenio Baturone              | Spanien            | 1:12,86    | 18     | 1:10,32    | 18     | 2:23,18    |
| 019  | Guillermo Rosal Néstor Alonso José Manuel Pérez Antonio Marín           | Spanien            | 1:12,90    | 19     | 1:11,42    | 19     | 2:24,32    |